# The Pretty Toney Album
The Pretty Toney Album è il quarto album in studio del rapper statunitense Ghostface Killah, membro dello Wu-Tang Clan. Il disco è uscito nel 2004.

## Tracce
1. Intro – 2:28
2. Biscuits (featuring Trife da God) – 3:24
3. Kunta Fly Shit – 1:00
4. Beat The Clock (featuring Sheek Louch & Styles P) – 2:49
5. Metal Lungies (featuring Sheek Louch & Styles P) – 3:07
6. Bathtub (skit) – 1:35
7. Save Me Dear – 3:02
8. It's Over – 4:10
9. Keisha's House (skit) – 1:04
10. Tush (featuring Missy Elliott) – 3:24
11. Last Night (skit) – 2:31 – K-Def
12. Holla (featuring Allah Real) – 3:19
13. Ghostface – 2:38
14. Be This Way – 4:09
15. The Letter (skit) – 1:21
16. Tooken Back (featuring Jacki-O)
17. Run (featuring Jadakiss) – 3:19
18. Love (featuring Musiq Soulchild & K. Fox) – 3:38